# Janet: Live in Hawaii
Janet: Live in Hawaii è il secondo concerto dal vivo della cantante statunitense Janet Jackson ad essere pubblicato in home video. Uscì in tutto il mondo in formato DVD tra il 17 giugno e il 3 settembre del 2002.

## Descrizione
Il concerto fu registrato il 16 febbraio 2002 presso l'Aloha Stadium, Hawaii, per la regia di David Mallet, in occasione della data finale dell'All for You Tour, serie di concerti realizzata per promuovere l'omonimo album All for You. Lo spettacolo, come per la tournée precedente, fu trasmesso negli Stati Uniti il giorno successivo dal canale HBO e fu seguito da circa 12 milioni di telespettatori. Durante l'esibizione faceva una speciale comparsa la rapper Missy Elliott duettando con Jackson in Son of a Gun.

## Accoglienza
Il filmato fu pubblicato il 17 giugno 2002 in Regno Unito e in altri paesi europei e il 3 settembre dello stesso anno negli Stati Uniti. Fu nominato per un Premio Emmy nel 2002 come "Montaggio di filmato multicamera di rilievo per una miniserie, un film o uno speciale".
Fu ristampato come doppio DVD insieme al concerto The Velvet Rope Tour - Live in Concert il 14 novembre 2004 e, con una copertina diversa e solo in Europa, anche nel 2005.

## Tracce
1. Come on Get Up
2. You Ain't Right
3. All for You
4. Love Will Never Do (Without You)
5. Trust a Try
6. Medley: Come Back to Me/Let's Wait Awhile/Again
7. Whimsical Medley: Runaway/Miss You Much/When I Think of You/Escapade
8. Son of a Gun (I Betcha Think This Song Is About You) (con Missy Elliott)
9. Got 'til It's Gone
10. That's the Way Love Goes
11. What Have You Done for Me Lately
12. Control
13. Nasty
14. Alright
15. Love Scene (Ooh Baby)
16. Instrumental Interlude
17. Would You Mind?
18. If
19. Black Cat
20. Rhythm Nation
21. Doesn't Really Matter
22. Someone to Call My Lover
23. Together Again

### Contenuti extra
1. Janet speaks All for You
2. Photo gallery
3. Would You Mind? (raccolta di varie esecuzioni della canzone in cinque diversi concerti, tra cui Buffalo, Washington, Phoenix e Grand Rapids).

## Personale

### Ballerini
- Jenna Dewan Tatum
- Gil Duldulao
- Alison Faulk
- Nick Florez
- Kelly Konno
- Eddie Morales
- Laurie Sposit
- Kevin Wilson
- Michael Andrews
- Alison Faulk
- Shawnette Heard (coreografie)

### Musicisti
- David Barry: codirettore musicale, chitarre
- Ethan Farmer: basso
- Brian Frasier-Moore: batteria
- Morris Pleasure: tastiere

### Coriste
- Julie Delgado
- Jenny Douglas-Foote

### Regista
- David Mallett

### Montaggio video
- Michael Polito
- Ryan Polito
- Jeff Roe